# Индустријски објекат „Стара црепана и циглана” - Terra
Индустријски објекат „Стара црепана и циглана” - Terra jесте грађевина и споменик културе у Кикинди. За споменик културе проглашена је 2021. Налази се у у приватном власништву компаније Тоза Марковић д.о.о и у објекту је смештен атеље Терра и ту се одржава међународни вајарски симпозијум Тера, на којем уметници стварају скулптуре од теракоте.
Објекат има значајно место у индустријском архитектонском наслеђу Србије и добро је очуван. У свом саставу садржи аутентичне дрвене сушаре, лифтове и стару пећ са просторијом за одвођење топлог ваздуха. Основна зграда је правоугаоне основе и великих димензија.

## Историјат
Први подаци о простору на којем се налази објекат Старе црепане и циглане – Terra у Кикинди потичу из 1904. Тада су пекар Милан Туцаков и његова супруга Стана Павков, основали удружење са још неколико лица за потребе управљања парним млином. Фирма се ширила и основан је цигларско – црепарски погон. Дошле је до промена власника а 1929. посао преузимају индустријалци из Ниша Велимиру Јованчић и Милорад Ристићу. Након Другог светског рата од неколико раниије приватних предузећа укључујући фирму Јованчића и Ристића основано је јединствено предузеће – индустрија цигле и црепа Тоза Марковић. Компанија у априлу 1982. додељује објекат за рад симпозијуму Terra.